# Santa Rosa de Conlara
Santa Rosa de Conlara ist die Hauptstadt des Departamento Junín in der Provinz San Luis im Westen Argentiniens. Sie liegt 20 Kilometer von Merlo entfernt.

## Geschichte
Der Ort entstand nach der Errichtung der Kapelle Santa Rosa de Lima auf der Estancia von Manuel Salazar. Danach erfolgte ein langer, vom damaligen Gobernador Justo Daract eingeleiteter Prozess der Landverteilung zur Besiedlung und Entwicklung der Region. Das Gründungsdatum von Santa Rosa de Conlara ist der 7. Juli 1857.